# 2928 Epstein
2928 Epstein eller 1976 GN8 är en asteroid i huvudbältet som upptäcktes den 5 april 1976 av Félix Aguilar-observatoriet. Den är uppkallad efter astronomen Isadore Epstein.
Asteroiden har en diameter på ungefär 15 kilometer och den tillhör asteroidgruppen Eos.